# جان تیندال
جان تیندال (انگلیسی: John Tyndall؛ زادهٔ ۲ اوت ۱۸۲۰ – درگذشتهٔ ۴ دسامبر ۱۸۹۳) یک فیزیک‌دان و کوهنورد اهل ایرلند بود.